# Beatrix van Beieren
Beatrix van Beieren (circa 1344 - 25 december 1359) was van 1357 tot 1359 koningin-gemalin van Zweden. Ze behoorde tot het huis Wittelsbach.

## Levensloop
Beatrix was een dochter van keizer Lodewijk de Beier van het Heilige Roomse Rijk uit diens huwelijk met gravin Margaretha II van Henegouwen. In december 1355 of in het voorjaar van 1356 huwde ze vermoedelijk in Berlijn met de Zweedse kroonprins Erik XII (1339-1359).
In september 1356 kwam haar echtgenoot in opstand tegen zijn vader Magnus II, die hem in 1357 een deel van het koninkrijk Zweden overdroeg. Erik XII en Beatrix werden op die manier koning en koningin-gemalin van Zweden. Twee jaar later, in de zomer van 1359, stierf Erik aan de pest, enkele maanden later, op Kerstmis, gevolgd door de zwangere Beatrix.
Beatrix werd bijgezet in het Dominicanenklooster van Stockholm.
- Gemeinsame Normdatei: 136914098
- Virtual International Authority File: 81179255